# Señorío de Ramla
El Señorío de Ramla fue uno de los estados vasallos del Reino de Jerusalén que se originaron después de la Primera Cruzada. Formaba parte del Condado de Jaffa y Ascalón y era un punto estratégico en las comunicaciones y el comercio de la zona, además de sede de los obispos católicos.
Situada en una zona costera de Palestina de próspera agricultura, Ramla era el cruce de las dos principales rutas del comercio medieval: la Via Maris que corría a lo largo de la costa del Mar Mediterráneo, y la carretera que unía el puerto de Jaffa con Jerusalén. Al norte lindaba con el Señorío de Mirabel, al sur y el oeste con el Condado de Jaffa y Ascalón, y al este con el Señorío de Ibelín. Sus principales ciudades eran la propia Ramla, y Lod.

## Historia
Durante la Primera Cruzada en su camino a Jerusalén, los cruzados conquistaron Lod, donde decidieron construir una iglesia. Entonces, los habitantes musulmanes de Ramla decidieron abandonar su ciudad, ya que carecían de las defensas necesarias para resistir un asedio y los rumores de las atrocidades cometidas en los saqueos por los cruzados eran demasiado espeluznantes.
Realmente la ciudad de Ramla no queda en manos cristianas hasta mayo de 1102, con la victoria de Balduino de Boulogne en Jaffa. Después quedó bajo la supervisión de Roberto de la Diócesis de Ruan, a quién los cruzados nombraron Obispo de Lod y Ramla, quedando como sede del Obispado.
Por lo tanto, Ramla fue inicialmente un señorío eclesiástico. Sin embargo, se cree que entre 1115 y 1120, Balduino de Hestrut (un cruzado flamenco) fue nombrado señor de la ciudad, lo que sugiere que paso a control secular. Balduino de Hestrut comúnmente es identificado como Balduino I de Ramla.
En 1126 pasó a formar parte del Condado de Jaffa y Ascalón, y formó en 1134 un señorío independiente después de la revuelta de Hugo II de Jaffa, con Balduino II de Jerusalén como señor (aunque no era propiamente un señor).
Ramla se encuentra muy cerca del Castillo de Ibelín, y al final pasó a ser parte de las posesiones de los Ibelín al casarse Barisán de Ibelín con Helvis de Ramla, hija de Balduino de Ramla.
Junto a la mayor parte del reino, fue conquistada por Saladino en 1187.
La ciudad es recuperada en 1229 por Juan de Ibelín, Condestable de Jerusalén. Aunque legalmente diferente, en la práctica Ramla se fusionó con el señorío de Ibelín después de la Tercera Cruzada, formando a mediados del siglo XIII el señorío más importante del Condado de Jaffa y Ascalón.
En 1260, el sultán Baibars vuelve a recuperar finalmente la ciudad. Juan de Ibelín muere en los combates.

## Señores de Ramla
- Obispo Roberto de Ruan (1099-1102)
- Balduino I de Ramla, Señor del Castillo (1102-1134), Señor de Ramla (1134-1138)
- Renato de Ramla (1138-1147), hijo del anterior
- Barisán de Ibelín (1148-1150), casado con Helvis de Ramla, hermana del anterior
- Hugo de Ibelín (1151-1170), hijo del anterior
- Balduino de Ibelín (1170-1186), hermano del anterior
- Tomás de Ibelín (1186-1187), hijo del anterior
- ocupación musulmana (1187-1229)
- dominio real (1229-1244)
- Juan de Ibelín (1244-1260)

- Datos: Q967370